# Solanum ovalifolium
El tomatillo, árbol de pepito o frutil(Solanum ovalifolium)  es una planta de la familia de las solanáceas, nativo de los Andes de América del sur, entre los 1.500 y 3.000 m s. n. m..

## Descripción
Alcanza hasta 8 m de altura. El tallo tiene espinas y es muy ramificado. Las hojas son alternas, en pares, aovadas a elípticas, de 30 cm de longitud, con las nervaduras muy marcadas en el envez, que está cubierto de un polvo ferruginoso que se desprende con facilidad. Flores densamente agrupadas, rotáceas de color verdoso a blanco ferruginoso. Frutos en bayas en racimos colgantes, con muchas semillas de color marrón a amarillo.

## Usos
La medicina tradicional le atribuye propiedades para aliviar la malaria. Las semillas se usan para lavar la ropa.